# Universal Mind Control
Universal Mind Control è l'ottavo album discografico in studio del rapper statunitense Common, pubblicato nel dicembre 2008.
Ha ricevuto una nomination ai Grammy Awards 2010 nella categoria "miglior album rap".

## Tracce
1. Intro/Universal Mind Control (feat. Pharrell) – 3:34
2. Punch Drunk Love (The Eye) (feat. Kanye West) – 4:15
3. Make My Day (feat. Cee Lo Green) – 3:59
4. Sex 4 Suga – 4:03
5. Announcement (feat. Pharrell) – 3:46
6. Gladiator (feat. Pharrell) – 4:07
7. Changes (feat. Muhsinah & Omoye Assata Lynn) – 3:58
8. Inhale – 3:12
9. What a World (feat. Chester French) – 3:58
10. Everywhere (feat. Martina Topley-Bird) – 3:15

## Classifiche
- Billboard 200 - #12